# (7299) Indiawadkins
(7299) Indiawadkins est un astéroïde de la ceinture principale.

## Description
(7299) Indiawadkins est un astéroïde de la ceinture principale. Il fut découvert le 21 novembre 1992 à l'observatoire Palomar par Eleanor Francis Helin. Il présente une orbite caractérisée par un demi-grand axe de 2,62 UA, une excentricité de 0,23 et une inclinaison de 14,0° par rapport à l'écliptique.

## Compléments